# Ернешту Фігейреду
Ернешту ді Фігейреду Кордейру (порт. Ernesto Figueiredo Cordeiro; нар. 6 липня 1937, Томар, Португалія) — португальський футболіст, нападник.

## Клубна кар'єра
Народився в місті Томар, в окрузі Сантарен. Влітку 1960 року у віці 23 років перейшов з аматорського клубу «Цернаші» до лісабонського «Спортінга». Відзначився 18 голами в 23-х матчах у своєму дебютному сезоні та допоміг «Спортінгу» завоювати 2-е місце Прімейра-Ліги.
По завершенні сезону 1965/66 років Фігейреду разом з гравцем «Бенфіки» Еусебіу став найкращим бомбардиром чемпіонату (25 голів), проте «Спортінг» з перевагою в одне очко виграло чемпіонство. Під час виступів за «Левів» відзначився 147-а голами в 232-х поєдинках; учасник фінальних поєдинків Кубку володарів кубків 1963/64 років проти МТК (Будапешт), в першому з яких відзначився 2-а голами (матч завершився з нічийним рахунком, 3:3).
Під час виступів на стадіоні Жозе Алваладе отримав прізвисько Алтафіні з Цернаші, футбольну кар'єру завершив 1970 року, після 2-х років у «Віторії» (Сетубал) з вищого дивізіону, у віці 33 років.

## Кар'єра в збірній
У футболці національної збірної Португалії дебютував 21 червня 1966 року в товариському матчі проти Данії. Отримав виклик від Отто Глорії до складу національної команди для участі в чемпіонату світу 1966 році, проте на турнірі не зіграв жодного поєдинку. Провів 6 матчів у національній команді.

## Досягнення

### Клубні
«Спортінг»
- Прімейра-Ліга
  -  Чемпіон (2): 1961/62, 1965/66

- Кубок володарів кубків УЄФА
  -  Володар (1): 1963/64

### Міжнародні
- Чемпіонат світу
  -  Бронзовий призер (1): 1966